# 아사다 아키라
아사다 아키라는 일본의 포스트모더니즘 비평가이자 큐레이터로, 그의 관심사는 현대 미술, 사회사상사, 경제철학이다. 현재 교토 예술 디자인 대학 대학원장을 맡고 있다. 2008년 3월까지 교토 대학 경제연구소 부교수로 재직했다. 아사다는 1983년 출간된 베스트셀러 '구조와 힘: 기호학을 넘어'의 저자로 널리 인정받고 있다. 2002년까지 가라타니 고진과 함께 일본 시사주간지 히효쿠칸의 공동 편집자로 활동했다.